# Brian Henton
 Brian Henton  va ser un pilot de curses automobilístiques britànic que va arribar a disputar curses de Fórmula 1.
Va néixer el 19 de setembre del 1946 a Castle Donington, Leicestershire, Anglaterra.

## A la F1
Brian Henton va debutar a la desena cursa de la temporada 1975 (la 26a temporada de la història) del campionat del món de la Fórmula 1, disputant el 19 de juliol del 1975 el G.P. de la Gran Bretanya al circuit de Silverstone.
Va participar en un total de trenta-set curses puntuables pel campionat de la F1, disputades en quatre temporades no consecutives (1975, 1977 i 1981-1982), aconseguint una setena posició com millor classificació en una cursa (i una volta ràpida) i no assolí cap punt pel campionat del món de pilots.

## Resultats a la Fórmula 1
| Any  | Equip                          | Xassís  | Motor | 1       | 2       | 3         | 4        | 5       | 6       | 7       | 8       | 9       | 10      | 11      | 12      | 13      | 14      | 15      | 16    | 17  | Posició | Punts |
| ---- | ------------------------------ | ------- | ----- | ------- | ------- | --------- | -------- | ------- | ------- | ------- | ------- | ------- | ------- | ------- | ------- | ------- | ------- | ------- | ----- | --- | ------- | ----- |
| 1975 | John Player Special Team Lotus | Lotus   | Ford  | ARG     | BRA     | SUD       | ESP      | BEL     | MON     | SUE     | HOL     | FRA     | GBR 16  | ALE     | AUT NVS | ITA     | USA NC  |         |       |     | -       | 0     |
| 1977 | March                          | March   | Ford  | ARG     | BRA     | SUD       | O.USA 10 | ESP NVQ | MON     | BEL     | SUE     | FRA     | GBR NVQ | ALE     | AUT NVQ | HOL DSQ | ITA NVQ | USA     | CAN   | JAP | -       | 0     |
| 1981 | Toleman                        | Toleman | Hart  | O.USA   | BRA     | ARG       | SMR NVQ  | BEL NVQ | MON NVQ | ESP NVQ | FRA NVQ | GBR NVQ | ALE NVQ | AUT NVQ | HOL NVQ | ITA 10  | CAN NVQ | LVG NVQ |       |     | -       | 0     |
| 1982 | Arrows Racing Team             | Arrows  | Ford  | SUD NVQ | BRA NVQ | O.USA Ret | SMR Ret  | BEL Ret | MON 8   | E.USA 9 | CAN NC  | HOL Ret | GBR 8   | FRA 10  | ALE 7   | AUT Ret | SUI 11  | ITA Ret | LVG 8 |     | -       | 0     |

### Resum
| Curses: | Victòries: | Pòdiums: | Poles: | Voltes ràpides: | Punts: |
| ------- | ---------- | -------- | ------ | --------------- | ------ |
| 37 (19) | 0          | 0        | 0      | 1               | 0      |